# Ring Magazine Fight of the Year
Det amerikanske boksemagasin Ring Magazine (eller blot The Ring) har siden siden 1945 udnævnt Fight of the Year (dansk "Årets Kamp"). 
Nedenståede kampe er af The Ring kåret som Årets Kamp:

## Årets Kamp efter årti

### 1940'erne
- 1945 –  Rocky Graziano KO 10  Red Cochrane I
- 1946 –  Tony Zale KO 6  Rocky Graziano I
- 1947 –  Rocky Graziano KO 6  Tony Zale II
- 1948 –  Marcel Cerdan KO 12  Tony Zale
- 1949 –  Willie Pep W 15  Sandy Saddler II

### 1950'erne
- 1950 –  Jake LaMotta KO 15  Laurent Dauthuille II
- 1951 –  Jersey Joe Walcott KO 7  Ezzard Charles III
- 1952 –  Rocky Marciano KO 13  Jersey Joe Walcott I
- 1953 –  Rocky Marciano KO 11  Roland La Starza II
- 1954 –  Rocky Marciano KO 8  Ezzard Charles II
- 1955 –  Carmen Basilio KO 12  Tony DeMarco II
- 1956 –  Carmen Basilio KO 9  Johnny Saxton II
- 1957 –  Carmen Basilio W 15  Sugar Ray Robinson I
- 1958 –  Sugar Ray Robinson W 15  Carmen Basilio II
- 1959 –  Gene Fullmer KO 14  Carmen Basilio

### 1960'erne
- 1960 –  Floyd Patterson KO 5  Ingemar Johansson II
- 1961 –  Joe Brown W 15  Dave Charnley II
- 1962 –  Joey Giardello W 10  Henry Hank II
- 1963 –  Cassius Clay W 10  Doug Jones
- 1964 –  Muhammad Ali KO 7  Sonny Liston I
- 1965 –  Floyd Patterson W 12  George Chuvalo
- 1966 –  José Torres W 15  Eddie Cotton
- 1967 –  Nino Benvenuti W 15  Emile Griffith I
- 1968 –  Dick Tiger W 10  Frank DePaula
- 1969 –  Joe Frazier KO 7  Jerry Quarry I

### 1970'erne
- 1970 –  Carlos Monzón KO 12  Nino Benvenuti I
- 1971 –  Joe Frazier W 15  Muhammad Ali I — se Fight of the Century
- 1972 –  Bob Foster KO 14  Chris Finnegan
- 1973 –  George Foreman KO 2  Joe Frazier I
- 1974 –  Muhammad Ali KO 8  George Foreman — se The Rumble in the Jungle
- 1975 –  Muhammad Ali TKO 14  Joe Frazier III
- 1976 –  George Foreman KO 5  Ron Lyle
- 1977 –  Jimmy Young W 12  George Foreman
- 1978 –  Leon Spinks W 15  Muhammad Ali I
- 1979 –  Danny Lopez KO 15  Mike Ayala

### 1980'erne
- 1980 –  Matthew Saad Muhammad KO 14  Yaqui Lopez II
- 1981 –  Sugar Ray Leonard KO 14  Thomas Hearns I
- 1982 –  Bobby Chacon UD 15  Rafael Limon IV
- 1983 –  Bobby Chacon W 12  Cornelius Boza Edwards II
- 1984 –  José Luis Ramírez KO 4  Edwin Rosario II
- 1985 –  Marvelous Marvin Hagler KO 3  Thomas Hearns
- 1986 –  Stevie Cruz W 15  Barry McGuigan
- 1987 –  Sugar Ray Leonard W 12  Marvelous Marvin Hagler
- 1988 –  Tony Lopez W 12  Rocky Lockridge I
- 1989 –  Roberto Durán W 12  Iran Barkley

### 1990'erne
- 1990 –  Julio César Chávez KO 12  Meldrick Taylor I
- 1991 –  Robert Quiroga W 12  Akeem Anifowoshe
- 1992 –  Riddick Bowe W 12  Evander Holyfield I
- 1993 –  Michael Carbajal KO 7  Humberto González I
- 1994 –  Jorge Castro KO 9  John David Jackson I
- 1995 –  Saman Sorjaturong KO 7  Humberto González
- 1996 –  Evander Holyfield KO 11  Mike Tyson I
- 1997 –  Arturo Gatti KO 5  Gabriel Ruelas
- 1998 –  Ivan Robinson W 10  Arturo Gatti I
- 1999 –  Paulie Ayala W 12  Johnny Tapia I

### 2000'erne
- 2000 –  Erik Morales W 12  Marco Antonio Barrera I
- 2001 –  Micky Ward W 10  Emanuel Augustus
- 2002 –  Micky Ward W 10  Arturo Gatti I
- 2003 –  Arturo Gatti W 10  Micky Ward III
- 2004 –  Marco Antonio Barrera W 12  Erik Morales III
- 2005 –  Diego Corrales KO 10  José Luis Castillo I
- 2006 –  Somsak Sithchatchawal KO 10  Mahyar Monshipour
- 2007 –  Israel Vázquez KO 6  Rafael Márquez II
- 2008 –  Israel Vázquez W 12  Rafael Márquez III
- 2009 –  Juan Manuel Marquez KO 9  Juan Diaz

### 2010'erne
- 2010 –  Giovani Segura KO 8  Iván Calderón I
- 2011 -  Victor Ortiz W 12  Andre Berto
- 2012 -  Juan Manuel Marquez KO 6  Manny Pacquiao IV
- 2013 –  Timothy Bradley W 12  Ruslan Provodnikov
- 2014 –  Lucas Matthysse KO 11  John Molina, Jr.